# Пилиповичи (Новоград-Волынский район)
Пилипо́вичи (укр. Пилиповичі) — село на Украине, основано в 1577 году, находится в Звягельском районе Житомирской области.
Население по переписи 2001 года составляет 1236 человек. Почтовый индекс — 11760. Телефонный код — 4141. Занимает площадь 4,398 км².

## Адрес местного совета
11760, Житомирская область, Новоград-Волынский р-н, с. Пилиповичи, ул. А. Довженко, 1, тел. 607-98